# Gerardo Huber
Gerardo Huber (retrouvé mort le 20 février 1992) était un colonel chilien de la DINA, la police politique. Chargé d'acheter des armes pour le compte de l'armée, voire de cercles à l'intérieur de celles-ci, il fut exfiltré, de façon contrainte, par des agents de la DINA en 1992, vers l'Uruguay, puis enlevé. On retrouva son cadavre en février 1992, alors qu'il devait témoigner devant la justice chilienne à propos d'une affaire de vente d'armes à la Croatie pendant les guerres en ex-Yougoslavie, qui contrevenait à l'embargo alors décrété par l'ONU contre la Croatie. L'affaire impliquait Augusto Pinochet, alors commandant en chef de l'armée.
Sous la dictature de Pinochet, Huber fut chargé d'infiltrer les rangs du MIR en Argentine, puis fut nommé gouverneur de la province de Talagante de 1987 à 1989. En mars 1991 il fut nommé au directoire de logistique de l'armée chilienne.

## Procès pour assassinat
En mars 2006, plusieurs hauts responsables de l'armée ou anciens responsables furent inculpés pour le meurtre de Huber - dans un premier temps, la justice chilienne avait conclu à un suicide. Le procès en appel s'est achevé en novembre 2010, avec la condamnation du général Víctor Lizárraga Arias (10 ans de prison, dont 5 pour homicide et 5 pour association de malfaiteurs), ex-sous directeur de la DINE, et du brigadier Manuel Provis Carrasco (4 ans et 4 ans respectivement pour les mêmes charges) . En revanche, l'ex-chef de la DINE, le général Eugenio Covarrubias, et le supérieur direct de Huber, le général Carlos Krumm, furent acquittés.